# Borogop
Borogop est un village de la commune de Djohong situé dans la région de l'Adamaoua et le département du Mbéré au Cameroun, près de la frontière avec la République centrafricaine

## Population
En 1967, Borogop comptait 124 habitants, principalement Bororo.
Lors du recensement de 2005, 1 410 personnes y ont été dénombrées.